# عمر محمد (لاعب كرة قدم سعودي)
عمر محمد إبراهيم هوساوي (مواليد 30 يوليو 1993) هو لاعب كرة قدم سعودي يلعب حاليًا في نادي طويق.

## مسيرة اللاعب
لعب في نادي أحد ونادي الحزم ونادي الكوكب ونادي الساحل ونادي الدرعية ونادي طويق.

## الحياة الشخصية
هو شقيق اللاعب أحمد عمر.

## روابط خارجية
- عمر محمد هوساوي على موقع قاعدة بيانات كرة القدم.إي يو (الإنجليزية)
- عمر محمد هوساوي على موقع Soccerway.com (الإنجليزية)
- عمر محمد هوساوي على موقع كووورة